# Єнджеюв (Опольське воєводство)
Єнджеюв (пол. Jędrzejów) — село в Польщі, у гміні Ґродкув Бжезького повіту Опольського воєводства.
Населення — 555 осіб (2011).

## Демографія
Демографічна структура станом на 31 березня 2011 року:
|          | Загалом | Допрацездатний вік | Працездатний вік | Постпрацездатний вік |
| -------- | ------- | ------------------ | ---------------- | -------------------- |
| Чоловіки | 310     | 42                 | 230              | 38                   |
| Жінки    | 245     | 51                 | 140              | 54                   |
| Разом    | 555     | 93                 | 370              | 92                   |